# Altena (Países Baixos)
Altena é um município dos Países Baixos, situado na província de Brabante do Norte. Tem 211,75 km² de área e sua população em 1 de janeiro de 2022 foi de 57 009 habitantes.
O município foi formado em 1 de janeiro de 2019, pela fusão dos municípios de Aalburg, Werkendam e Woudrichem.